# 三洲岩摩崖石刻
三洲岩摩崖石刻位于中国广东省肇庆市德庆县九市镇三洲村的三洲岩，2002年被列为广东省文物保护单位。
三洲岩是一个天然溶洞，位于高约45米的石灰岩山峰的中部。洞中有宋至清代摩崖石刻，原有近200刻，现存91刻，其中宋代8刻、明代74刻、清代4刻，时代不详者5刻。这些石刻有诗、词、记、题字等多种形式，字体有隶、楷、行、草等，内容大多为赞美当地风景，少数记载历史事件。题刻中较有名的有北宋广东转运使金君卿、南宋学者詹仪之，明洪武刑部尚书李质、景泰广东都指挥尹通、成化两广总督韩雍、广东按察使吕洪、嘉靖广东布政使王钫、魏良贵、工部左侍郎龚辉、肇庆知府李密、德庆知州陆舜臣等。